# Klasycznie
Klasycznie – trzeci album studyjny amerykańsko-polskiego piosenkarza Krystiana Ochmana. Wydawnictwo ukazało się 22 listopada 2024 nakładem wytwórni muzycznej Polydor Records w dystrybucji Universal Music Polska.
Album jest utrzymany w stylu muzyki poważnej i pop. Składa się z wersji standardowej (1 CD).
Płyta zadebiutowała na 8. miejscu polskiej listy sprzedaży – OLiS.
Nagrania były promowane singlami: „Mamo”, „Siłacz”, „Nie ma szans” i „Gdy nikt nie widzi”.

## Lista utworów
Opracowano na podstawie materiału źródłowego.
| Klasycznie – Wersja standardowa | Klasycznie – Wersja standardowa                        | Klasycznie – Wersja standardowa             | Klasycznie – Wersja standardowa              | Klasycznie – Wersja standardowa |
| Nr                              | Tytuł utworu                                           | Słowa                                       | Muzyka                                       | Długość                         |
| ------------------------------- | ------------------------------------------------------ | ------------------------------------------- | -------------------------------------------- | ------------------------------- |
| 1.                              | „Intro”                                                | utwór instrumentalny                        | Juliusz Kamil                                | 1:25                            |
| 2.                              | „Nie ma szans”                                         | Krystian Ochman, Piotr Gozdek, Tomasz Kulik | Krystian Ochman, Piotr Gozdek, Tomasz Kulik  | 3:21                            |
| 3.                              | „Every Time”                                           | Krystian Ochman, Juliusz Kamil              | Krystian Ochman, Juliusz Kamil               | 3:04                            |
| 4.                              | „Siłacz”                                               | Marcin Rozynek                              | Marcin Rozynek                               | 3:45                            |
| 5.                              | „Gdy nikt nie widzi”                                   | Krystian Ochman, Juliusz Kamil              | Krystian Ochman, Juliusz Kamil               | 3:21                            |
| 6.                              | „Taniec pingwina na szkle” (oraz Małgorzata Ostrowska) | Jacek Skubikowski                           | Jacek Skubikowski                            | 3:20                            |
| 7.                              | „Nights”                                               | Krystian Ochman                             | Krystian Ochman, Juliusz Kamil, Adrian Hodor | 3:52                            |
| 8.                              | „Love of My Life”                                      | Freddie Mercury                             | Freddie Mercury                              | 2:40                            |
| 9.                              | „Miłość”                                               | Krystian Ochman, Juliusz Kamil              | Krystian Ochman, Juliusz Kamil               | 3:40                            |
| 10.                             | „Mamo”                                                 | Krystian Ochman, Juliusz Kamil              | Krystian Ochman, Juliusz Kamil               | 2:49                            |
| 11.                             | „My Way”                                               | Claude François, Gilles Thibaut, Paul Anka  | Jacques Revaux                               | 4:25                            |
| 12.                             | „Outro”                                                | utwór instrumentalny                        | Juliusz Kamil                                | 1:22                            |
|                                 |                                                        |                                             |                                              | 37:04                           |

Uwagi:
- Piosenka „Siłacz”, jest coverem Marcina Rozynka, „Taniec pingwina na szkle” – Lombard, „Love of My Life” – Queen, a utwór „My Way” – Franka Sinatry.

## Pozycje na listach sprzedaży

### Pozycje na listach tygodniowych
| Kraj   | Lista (2024)            | Najwyższa pozycja |
| ------ | ----------------------- | ----------------- |
| Polska | OLiS – albumy           | 8                 |
| Polska | OLiS – albumy fizycznie | 5                 |